# اچ‌ام‌اس لندن (۱۶۵۶)
اچ‌ام‌اس لندن (۱۶۵۶) (به انگلیسی: HMS London (1656)) یک کشتی بود که طول آن ۱۲۳ فوت ۴ اینچ (۳۷٫۶ متر) بود.